# Stéphane Robert
Stéphane Robert (ur. 17 maja 1980 w Montargis) – francuski tenisista.

## Kariera tenisowa
Zawodowy tenisista w latach 2001–2022.
W grze pojedynczej Francuz wielokrotnie wygrywał turnieje rangi ATP Challenger Tour. W rozgrywkach z cyklu ATP World Tour Francuz w roku 2010 doszedł do finału turnieju w Johannesburgu. Po drodze wyeliminował m.in. Davida Ferrera; spotkanie o tytuł przegrał z Feliciano Lópezem.
W grze podwójnej Robert wygrał swój pierwszy turniej w rozgrywkach ATP World Tour w 2014 roku w Barcelonie, gdzie grał wspólnie z Jessem Hutą Galungiem.
Najwyżej w rankingu ATP singlistów był na 50. miejscu w październiku 2016 roku, z kolei w zestawieniu deblistów w kwietniu 2014 roku był na 99. pozycji.

### Finały w turniejach ATP World Tour
| Legenda                     |
| Wielki Szlem                |
| ATP World Tour Finals       |
| ATP World Tour Masters 1000 |
| Igrzyska olimpijskie        |
| ATP World Tour 500          |
| ATP World Tour 250          |

#### Gra pojedyncza (0–1)
| Końcowy wynik | Nr | Data          | Turniej      | Nawierzchnia | Przeciwnik      | Wynik finału |
| ------------- | -- | ------------- | ------------ | ------------ | --------------- | ------------ |
| Finalista     | 1. | 1 lutego 2010 | Johannesburg | Twarda       | Feliciano López | 5:7, 1:6     |

#### Gra podwójna (1–0)
| Końcowy wynik | Nr | Data             | Turniej   | Nawierzchnia | Partner           | Przeciwnicy                  | Wynik finału |
| ------------- | -- | ---------------- | --------- | ------------ | ----------------- | ---------------------------- | ------------ |
| Zwycięzca     | 1. | 27 kwietnia 2014 | Barcelona | Ceglana      | Jesse Huta Galung | Daniel Nestor Nenad Zimonjić | 6:3, 6:3     |